# Anthelephila bechynei
Anthelephila bechynei es una especie de coleóptero de la familia Anthicidae.

## Distribución geográfica
Habita en la Guayana francesa.